# Gynandromorfisme
Gynandromorfisme is het verschijnsel in de biologie waarbij exemplaren uiterlijk sterk lijken op een mannetje, maar toch een vrouwtje zijn. Omdat ook het gedrag soms is aangepast en er soms paarpogingen plaatsvinden, is het echter niet altijd makkelijk te ontdekken. Gynandromorfisme is eigenlijk mozaïcisme (in hetzelfde organisme voorkomen van cellen, van gelijke oorsprong met een verschillend genotype) in de geslachtschromosomen. Gynandromorfisme treedt onder andere op bij wandelende takken en kreeftachtigen, maar ook bij andere diersoorten zoals kippen en kanaries.

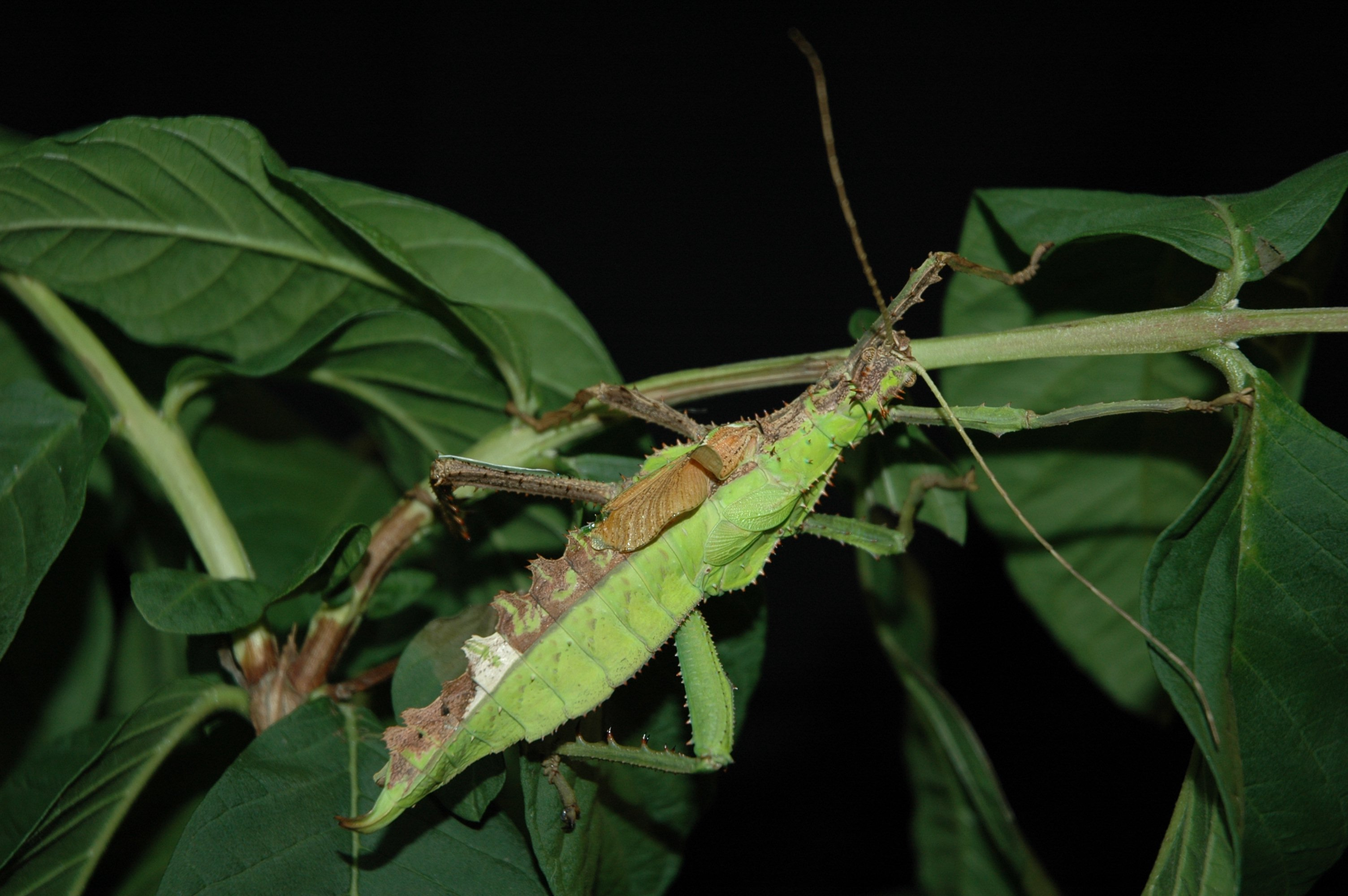
Heteropteryx dilatata met bilateraal gynandromorfisme

Bilateraal gynandromorfisme komt ook voor. Hierbij is de ene helft van het lichaam mannelijk en de andere helft is vrouwelijk.
Een dier waarop dit verschijnsel betrekking heeft wordt gynandromorf genoemd. Een voorbeeld van een dergelijk dier is een sluipwesp behorend tot de soort Nasonia vitripennis. Door selectie en het opkweken bij hoge temperaturen lukte het een medewerker van de Rijksuniversiteit Groningen om uit onbevruchte eieren gynandromorfe exemplaren te verkrijgen. Bijzonder was ook dat er volledig vrouwelijke exemplaren voorkwamen die geen mannelijke eigenschappen bezaten. Hun cellen waren haploïd. Dit fenomeen is (op één soort mijt na) nog nooit eerder in de natuur waargenomen. De ontdekking is op 12 januari 2007 gepubliceerd in het prestigieuze Amerikaanse tijdschrift Science.

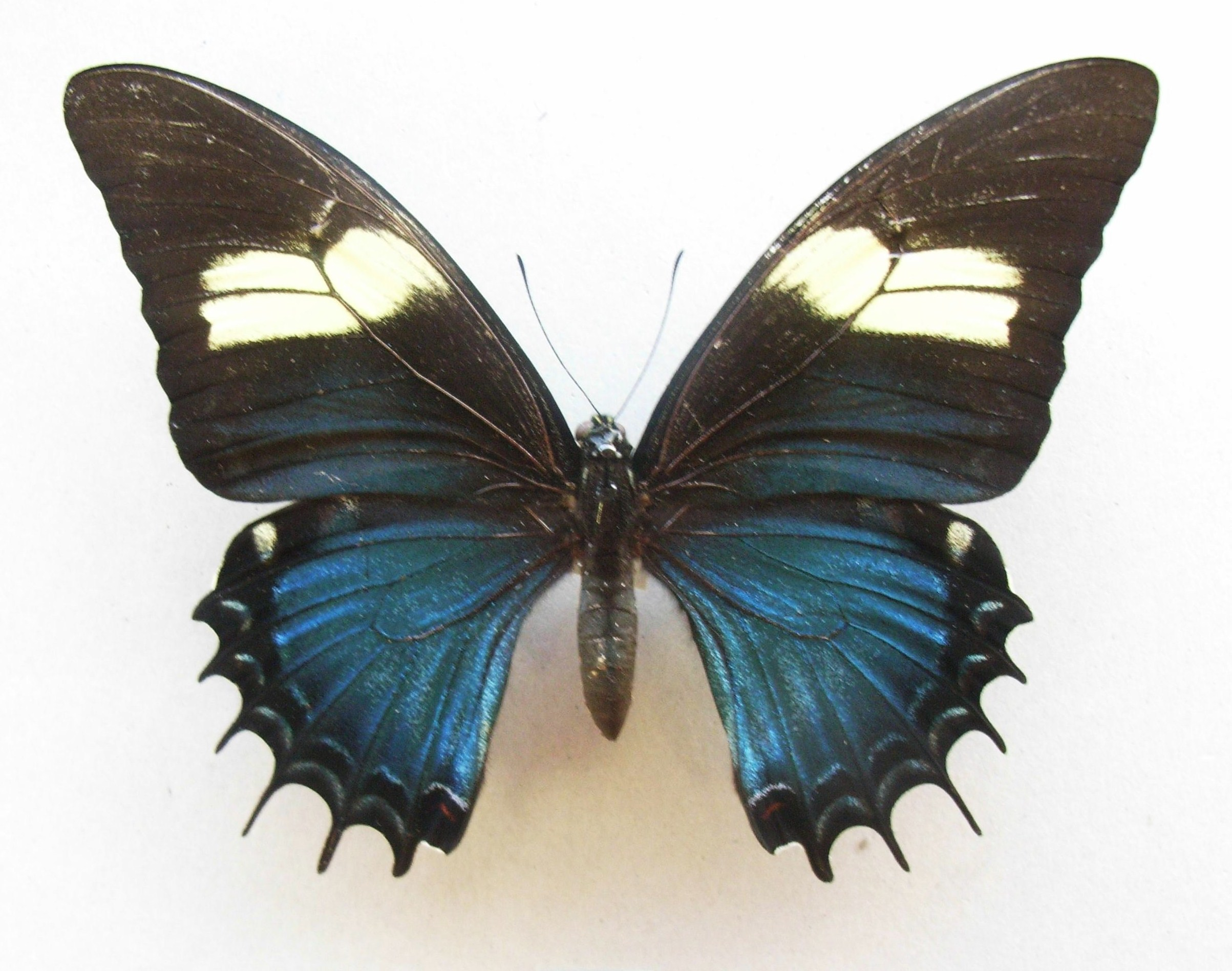
Papilio androgeus (vrouwtje)
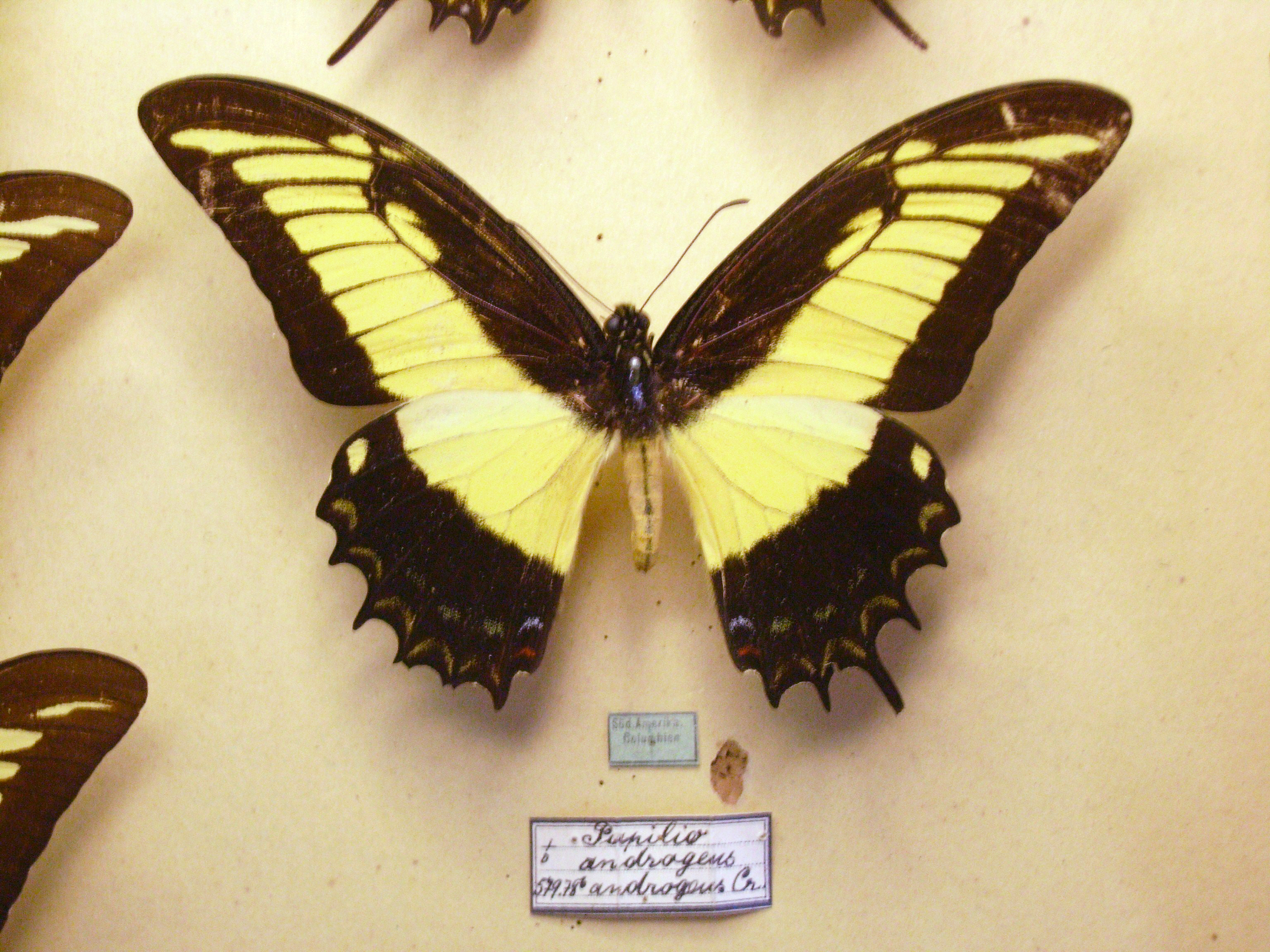
Papilio androgeus (mannetje)
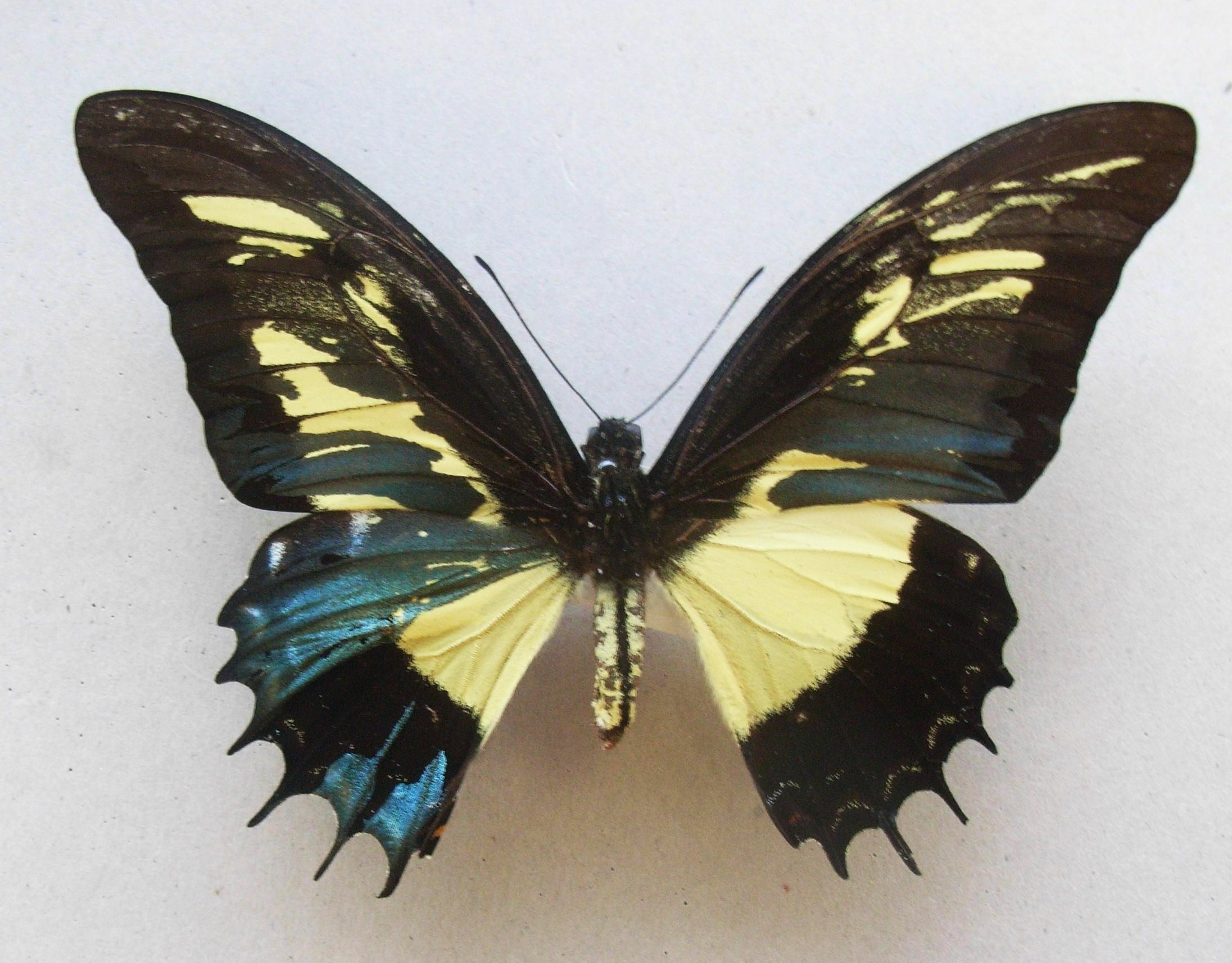
Papilio androgeus (gynandromorf)